# La Figuera (Lérida)
La Figuera fue una localidad española, hoy día despoblada, ubicada en el término municipal de Algerri, perteneciente a la provincia de Lérida, en la comunidad autónoma de Cataluña.

## Historia
Hacia mediados del siglo XIX, el lugar, por entonces con ayuntamiento propio, tenía contabilizada una población de 118 habitantes. Aparece descrito en el octavo volumen del Diccionario geográfico-estadístico-histórico de España y sus posesiones de Ultramar de Pascual Madoz de la siguiente manera:

FIGUERA: l. con ayunt. en la prov. de Lérida (3 1/2 leg.), part. jud. de Balaguer (1 2/3) aud., terr. y c. g. de Cataluña (Barcelona 21 y 2/3), arciprestazgo de Ager (3 1/2): sit. junto á la parte meridional de un peñasco que se halla en el centro de una llanura, existente entre el monte llamado de Ciérvoles, y la cord. de cerros de Algorri, la cual forma un plano inclinado desde N. á S.: le combaten todos los vientos menos el de N., y el clima frio en invierno y templado en verano, es muy saludable. Tiene 12 casas distribuidas en una calle y una plazuela, entre las cuales se cuenta la del Alcalde del l., en la que se reune el ayunt.: sus hab. se surten de agua para sus usos y el del ganado de 2 balsas que hay cerca del pueblo, y cuyas aguas se recogen en tiempo de lluvias: muy próximo al l. hacia la parte de E. hay una fuente de poca agua, pero de mediana calidad: la igl. (San Antonio Abad) es aneja de la parr. de Os, cuyo párroco la sirve pasando á decir misa los dias festivos: al estremo del l. por el lado N. en la parte mas elevada ó sea en el peñasco ya nombrado, hay el cementerio junto á la igl., capaz y bien ventilado. Se estiende el térm. 2/3 de leg. de N. á S. e igual dist. de E á O.; confinando N. con los de Os y Boix (á 1/2); E. Castelló (1/3); S. á la misma dist. del referido Castelló y Algerri, y O. con el espresado Algerri é Ibars (á 1/2): el terreno es flojo y en general de mediana calidad; encontrándose en él, los montes de Ciérvoles y cerros de Algerri ya nombrados: le cruzan los caminos que dirigen á Os, Algerri, Castelló y Alfarrás, en mediano estado: la correspondencia la reciben de Balaguer por encargo que hacen los interesados á las personas que van al mercado de esta c. prod.: trigo, centeno, cebada, vino y aceite; se cria ganado lanar y se mantiene el vacuno y mular preciso para la labranza: hay caza de liebres, conejos y perdices. ind. y comercio: la primera se reduce á la agrícola, y el segundo consiste en la pequeña esportacion de los frutos sobrantes á los mercados de Balaguer donde se proveen de lo que carecen. pobl.: 20 vec., 118 alm. cap. imp.: 9,456 rs. contr.: el 14,28 por 100 de esta riqueza. presupuesto municipal 600 rs. que se cubren por reparto vecinal.
(Madoz, 1847, p. 85)

El municipio de La Figuera desapareció hacia la década de 1850, al ser absorbido por el término municipal de Algerri.